# Carlos Zanón García
Carlos Zanón García   (Barcelona, 1 de maig de 1966) és un escriptor barceloní en llengua castellana. Les seves novel·les, en especial Yo fui Johnny Thunders, l'han consolidat com un autor amb un estil genuí, hereu de l'ètica dels perdedors que l'emparenta directament amb Juan Marsé, Manuel Vázquez Montalbán i Francisco González Ledesma. Els seus referents directes són Francisco Casavella i John Updike. El juny de 2017 pren el relleu de Paco Camarasa com a comissari del festival literari BCNegra.Aquest mateix any, rep l'encàrrec de la família i editors de Vázquez Montalbán d'escriure un nou volum de la sèrie Carvalho, que veu la llum al 2019 amb el títol Carvalho: problemas de identidad. Al gener de 2022 publica Love song', una novel·la que confirma un canvi de registre, ja iniciat amb Taxi (2017), cada cop més allunyat del gènere negre.

## Narrativa
- Nadie ama a un hombre bueno, 2008
- Tarde, mal y nunca, 2009 (Premi Brigada 21 a la millor novel·la negra de l'any)
- No llames a casa, 2012 (Premi Valencia Negra a la millor novel·la negra de l'any)
- Yo fui Johnny Thunders, 2014 (Premi Dashiell Hammett 2015, Premi Novelpol a la millor novel·la negra de l'any i Premi Salamanca Negra)
- Marley estaba muerto, 2015
- Taxi, 2017
- Carvalho: problemas de identidad, 2019
- Barcelona, 2020
- Love song, 2022

## Poesia
- El sabor de tu boca borracha, 1989
- Ilusiones y sueños de 10.000 maletas, 1996
- En el parque de los osos, 2001
- Algunas maneras de olvidar a Gengis Khan, 2004 (Premi Valencia de Poesia)
- Tic Tac Tic Tac, 2010
- Yo vivía aquí (1989-2012, antologia)
- Rock & Roll, 2014
- Banco de sangre, 2017

## Biografia musical
- Bee Gees, la importancia de ser un grupo pop, 1998
- Willy DeVille, el hombre a quien Rosita robó el televisor, 2003

## Altres
Alguns contes i poemes de Carlos Zanón han format part de diverses antologies. És autor de la lletra de tres cançons de Loquillo: "El hijo de nadie" (Arte y Ensayo - Loquillo y Trogloditas, 2004), "Rusty" (Viento del Este - 2016) y "Gafas de sol" (El último clásico - 2019). També és guionista, crític literari i articulista a mitjans com La Vanguardia, El País, El Periódico, El Punt-Avui, ABC, El Mundo, Rock de Lux, Ruta 66 i Time Out Barcelona.